# Albion (Washington)
Albion az Amerikai Egyesült Államok északnyugati részén, Washington állam Whitman megyéjében elhelyezkedő város. A 2010. évi népszámlálási adatok alapján 579 lakosa van.

## Történet
A település első lakója az 1871-ben ideérkező Levi Reynolds volt; a helység területét 1883-ban jelölték ki. A Guy nevű település névváltoztatását 1901-ben kezdeményezte egy helyi lakos; javaslatára a közösség neve a régiót Nova Albionra keresztelő Francis Drake tiszteletére Albionra változott. Albion 1910. március 4-én kapott városi rangot.

## Éghajlat
A térség nyarai melegek (de nem forróak); a város éghajlata meleg nyári mediterrán (a Köppen-skála szerint Csb).
| Hónap                         | Jan.  | Feb.  | Már.  | Ápr.  | Máj. | Jún. | Júl. | Aug. | Szep. | Okt.  | Nov.  | Dec.  | Év    |
| ----------------------------- | ----- | ----- | ----- | ----- | ---- | ---- | ---- | ---- | ----- | ----- | ----- | ----- | ----- |
| Rekord max. hőmérséklet (°C)  | 15,0  | 18,9  | 22,8  | 31,1  | 36,1 | 40,0 | 40,0 | 43,2 | 37,8  | 32,3  | 21,7  | 16,1  | 43,2  |
| Átlagos max. hőmérséklet (°C) | 2,8   | 5,0   | 9,4   | 13,9  | 18,3 | 22,2 | 28,3 | 28,9 | 23,3  | 15,6  | 6,7   | 1,7   | 14,7  |
| Átlagos min. hőmérséklet (°C) | −3,3  | −2,8  | 0,0   | 2,2   | 5,6  | 8,3  | 10,0 | 10,0 | 6,7   | 2,2   | −0,6  | −4,4  | 2,9   |
| Rekord min. hőmérséklet (°C)  | −33,9 | −31,1 | −20,0 | −10,6 | −6,1 | −1,1 | 0,0  | −1,1 | −6,7  | −13,9 | −25,6 | −35,6 | −35,6 |
| Átl. csapadékmennyiség (mm)   | 65    | 49    | 52    | 44    | 46   | 33   | 17   | 17   | 20    | 40    | 73    | 64    | 520   |
| Forrás: The Weather Channel   |       |       |       |       |      |      |      |      |       |       |       |       |       |

## Népesség
A 2010-es népszámláláskor a városnak 579 lakója, 271 háztartása és 154 családja volt. A népsűrűség 567,6 fő/km2. A lakóegységek száma 302, sűrűségük 296,1 db/km2. A lakosok 92,4%-a fehér, 0,7%-a afroamerikai, 0,5%-a indián, 1%-a ázsiai,  0,5%-a egyéb, 4,8%-a pedig kettő vagy több etnikumú. A spanyol vagy latino származásúak aránya 3,1% (2,2% mexikói, 0,7% Puerto Ricó-i,  0,2% egyéb spanyol vagy latino származású.)
A háztartások 29,5%-ában élt 18 évnél fiatalabb. 40,6% házas, 10,7% egyedülálló nő, 5,5% egyedülálló férfi, 43,2% pedig nem család. 34,7% egyedül élt; 7%-uk 65 éves vagy idősebb. Egy háztartásban átlagosan 2,14 személy élt; a családok átlagmérete 2,73 fő.
A medián életkor 37,2 év volt. A város lakóinak 23,7%-a 18 évesnél fiatalabb, 7,1% 18 és 24 év közötti, 29%-uk 25 és 44 év közötti, 30,7%-uk 45 és 64 év közötti, 9,5%-uk pedig 65 éves vagy idősebb. A lakosok 49,4%-a férfi, 50,6%-a pedig nő.

## Fordítás
Ez a szócikk részben vagy egészben  az   Albion, Washington című angol Wikipédia-szócikk ezen változatának fordításán alapul.  Az eredeti cikk szerkesztőit annak laptörténete sorolja fel. Ez a jelzés csupán a megfogalmazás eredetét és a szerzői jogokat jelzi, nem szolgál a cikkben szereplő információk forrásmegjelöléseként.